# Pescara Calcio 2005-2006
Questa pagina raccoglie le informazioni riguardanti il Pescara Calcio nelle competizioni ufficiali della stagione 2005-2006.

## Stagione
Nella stagione 2005-2006 il Pescara disputa il campionato di Serie B, raccoglie 54 punti, con l'undicesimo posto di classifica. Per i biancoazzurri allenati da Maurizio Sarri si tratta di un campionato all'insegna dell'equilibrio, con 29 punti raccolti nel girone di andata e 25 nel girone di ritorno, sempre lontani dalle insidie della classifica, ma anche dal vertice. Si è messo in evidenza il livornese Davide Matteini, di scuola empolese, che ha realizzato 9 reti in campionato. Nella Coppa Italia che è ritornata ad essere a eliminazione diretta in gara unica, il Pescara viene subito eliminato dal Napoli.

## Organigramma societario
Area direttiva
- Presidente: Dante Paterna
- Direttore Generale: Andrea Iaconi
- Responsabile Area Tecnica: Marco Bignone
- Responsabile Area Marketing e Comunicazione: Cristiano Leonardi
- Team Manager: Ferdinando Ruffini
- Segretario Generale: Luigi Gramenzi
- Responsabile del Settore Giovanile: Cetteo Di Mascio
- Segreteria Tecnica: Antonio Falcone
- Segreteria Operativa: Sabina Di Luigi
- Segretaria: Marisa Di Sario
- Ufficio Stampa: Pierfrancesco Visci
- Area Commerciale: Andrea Scarlatto, Remo Firmani
- Fotografo Ufficiale: Fabio Urbini

Area tecnica
- Allenatore: Maurizio Sarri
- Allenatore in 2ª: Vincenzo Vivarini
- Allenatore dei portieri: Mirko Tinagli
- Preparatore atletico: Francesco Bertini

Area sanitaria
- Responsabile Sanitario: Vincenzo Salini
- Medici sociali: Ernesto Sabatini, Antonio Montinari
- Massofisioterapisti: Italo Rapino, Claudio D'Arcangelo
- Fisioterapista: Stefano Falchi
- Recupero Infortuni: Matteo Di Giustino

Area Logistica
- Resp. Magazzino: Fernando De Amicis
- Magazzinieri: Luciano Palombi e Antonietta Dell'Orso

## Rosa
| N. |                      | Ruolo | Calciatore              |
| -- | -------------------- | ----- | ----------------------- |
| 1  | Italia (bandiera)    | P     | Michele Tardioli        |
| 2  | Italia (bandiera)    | D     | Nicola Diliso           |
| 2  | Italia (bandiera)    | D     | Stefano Di Berardino    |
| 3  | Italia (bandiera)    | D     | Simone Vitale           |
| 3  | Italia (bandiera)    | D     | Alessandro Zoppetti     |
| 4  | Italia (bandiera)    | D     | Daniele Delli Carri     |
| 5  | Italia (bandiera)    | C     | Luca Minopoli           |
| 5  | Argentina (bandiera) | D     | Damián Giménez          |
| 6  | Italia (bandiera)    | D     | Marco Pomante           |
| 6  | Italia (bandiera)    | C     | Daniele Cinelli         |
| 7  | Italia (bandiera)    | C     | Daniele Croce           |
| 8  | Italia (bandiera)    | D     | Emanuele Pesaresi       |
| 9  | Italia (bandiera)    | C     | Davide Matteini         |
| 10 | Italia (bandiera)    | C     | Carlo Luisi             |
| 11 | Italia (bandiera)    | A     | Fabrizio Cammarata      |
| 12 | Italia (bandiera)    | P     | Vincenzo Aridità        |
| 13 | Italia (bandiera)    | C     | Andrea Carozza          |
| 14 | Italia (bandiera)    | C     | Luca Tognozzi           |
| 15 | Italia (bandiera)    | C     | Andrea Paolucci         |
| 16 | Italia (bandiera)    | D     | Antonio Aquilanti       |
| 17 | Italia (bandiera)    | C     | Adolfo Daniele Speranza |

| N. |                    | Ruolo | Calciatore          |
| -- | ------------------ | ----- | ------------------- |
| 18 | Italia (bandiera)  | C     | Vittorio Gennaro    |
| 18 | Italia (bandiera)  | D     | Natale Gonnella     |
| 19 | Italia (bandiera)  | C     | Axel Vicentini      |
| 20 | Italia (bandiera)  | A     | Gianluca Triuzzi    |
| 21 | Italia (bandiera)  | A     | Daniel Ciofani      |
| 22 | Serbia (bandiera)  | P     | Vlada Avramov       |
| 23 | Italia (bandiera)  | C     | Antonio Di Pietro   |
| 23 | Italia (bandiera)  | D     | Stefano Lorenzi     |
| 24 | Italia (bandiera)  | C     | Luca Vigna          |
| 25 | Italia (bandiera)  | A     | Ivan Vellucci       |
| 26 | Italia (bandiera)  | C     | Eder Baù            |
| 27 | Marocco (bandiera) | C     | Abderazzak Jadid    |
| 28 | Italia (bandiera)  | D     | Antonio Mottola     |
| 29 | Italia (bandiera)  | A     | Mario Bonfiglio     |
| 30 | Italia (bandiera)  | A     | Carmine Gautieri    |
| 31 | Italia (bandiera)  | P     | Gabriele Bartoletti |
| 31 | Francia (bandiera) | D     | Modibo Diakité      |
|    | Italia (bandiera)  | A     | Manuel Caverni      |
|    | Italia (bandiera)  | C     | Davide Caremi       |
|    | Italia (bandiera)  | A     | Luca Paponetti      |

## Calciomercato

### Sessione estiva
| Acquisti | Acquisti                | Acquisti      | Acquisti   |
| R.       | Nome                    | da            | Modalità   |
| -------- | ----------------------- | ------------- | ---------- |
| D        | Daniele Delli Carri     | Fiorentina    | gratuito   |
| P        | Vlada Avramov           | L.R. Vicenza  | prestito   |
| C        | Adolfo Daniele Speranza | Ascoli        | gratuito   |
| A        | Davide Matteini         | Palermo       | prestito   |
| P        | Michele Tardioli        | Sangiovannese | definitivo |
| D        | Antonio Aquilanti       | Fiorentina    | definitivo |
| D        | Emanuele Pesaresi       | Torino        | definitivo |
| C        | Luca Tognozzi           | Sangiovannese | definitivo |
| D        | Nicola Diliso           | Catanzaro     | definitivo |
| C        | Abderrazzak Jadid       | Brescia       | prestito   |
| A        | Luca Vigna              | Arezzo        | prestito   |
| A        | Mario Bonfiglio         | Pisa          | definitivo |
| C        | Davide Pratolin         | Favaro Calcio | definitivo |
| D        | Stefano Lorenzi         | Treviso       | prestito   |
| A        | Fabrizio Cammarata      | Catanzaro     | definitivo |

| Cessioni | Cessioni                | Cessioni  | Cessioni   |
| R.       | Nome                    | a         | Modalità   |
| -------- | ----------------------- | --------- | ---------- |
| P        | Pierluigi Brivio        | Mantova   | gratiito   |
| C        | Daniele Russo           | Lodigiani | gratuito   |
| D        | Pietro Fusco            | Spezia    | gratuito   |
| P        | Andrea Ivan             | Atalanta  | gratuito   |
| A        | Massimiliano Varricchio | Atalanta  | definitivo |
| D        | Michele Zeoli           | Triestina | definitivo |
| P        | Gabriele Bartoletti     | Celano    | prestito   |
| D        | Simone Vitale           | Pro Vasto | prestito   |
| D        | Ernesto Terra           | Atalanta  | definitivo |
| D        | Gaetano Lo Nero         | Grosseto  | definitivo |
| A        | Andrea Mussi            | Ancona    | definitivo |
| C        | Davide Caremi           | Lanciano  | prestito   |
| A        | Federico Giampaolo      | Ascoli    | definitivo |

### Sessione invernale
| Acquisti | Acquisti            | Acquisti          | Acquisti   |
| R.       | Nome                | da                | Modalità   |
| -------- | ------------------- | ----------------- | ---------- |
| D        | Damián Giménez      | Newell's Old Boys | definitivo |
| D        | Alessandro Zoppetti | Reggina           | definitivo |
| A        | Carmine Gautieri    | Piacenza          | definitivo |
| C        | Daniele Cinelli     | Avellino          | definitivo |
| A        | Vincenzo Pepe       | Sambenedettese    | definitivo |
| D        | Natale Gonnella     | Atalanta          | definitivo |
| A        | Eder Baù            | Triestina         | definitivo |

| Cessioni | Cessioni        | Cessioni        | Cessioni   |
| R.       | Nome            | a               | Modalità   |
| -------- | --------------- | --------------- | ---------- |
| D        | Giacomo Dicara  | Pescatori Ostia | gratuito   |
| P        | Saul Santarelli | Forlì           | definitivo |
| D        | Nicola Diliso   | Martina         | definitivo |
| C        | Luca Minopoli   | Avellino        | definitivo |
| D        | Marco Pomante   | Chieti          | prestito   |

## Risultati

### Serie B

#### Girone di andata
| Arbitro: | P.S. Mazzoleni (Bergamo) |

|  |           |                          |
|  | Marcatori | 71’ Stellone 90’ Fantini |

| Arbitro: | Cassarà (Palermo) |

|                                  |           |           |
| Bellucci 45’ Zoppetti 49’ (aut.) | Marcatori | 74’ Croce |

| Arbitro: | Lops (Torino) |

|                                                 |           |               |
| Bonfiglio 31’ Cammarata 37’ Matteini 90’ (rig.) | Marcatori | 36’ Cherubini |

| Arbitro: | M. Mazzoleni (Bergamo) |

|                       |           |                           |
| Frick 24’ Jiménez 45’ | Marcatori | 27’ Delli Carri 54’ Croce |

| Arbitro: | Ciampi (Roma) |

|                                        |           |                 |
| Cammarata 16’ Matteini 59’ (rig.), 88’ | Marcatori | 19’ Marchesetti |

| Arbitro: | Preschern (Mestre) |

|                     |           |  |
| Pesaresi 73’ (aut.) | Marcatori |  |

| Arbitro: | Giannoccaro (Lecce) |

|                 |           |  |
| Bucchi 53’, 59’ | Marcatori |  |

| Arbitro: | Saccani (Mantova) |

|               |           |  |
| Cammarata 41’ | Marcatori |  |

| Arbitro: | Herberg (Messina) |

|                               |           |                           |
| Antonini 29’ Floro Flores 90’ | Marcatori | 40’ Tognozzi 57’ Gautieri |

| Arbitro: | Dattilo (Locri) |

|  |           |                                     |
|  | Marcatori | 35’ (rig.), 80’ Milanetto 61’ Bruno |

| Arbitro: | Marelli (Como) |

|                             |           |  |
| Regonesi 23’ Belingheri 55’ | Marcatori |  |

| Arbitro: | Stefanini (Prato) |

|               |           |  |
| Cammarata 58’ | Marcatori |  |

| Crotone 29 ottobre 2005, ore 16:00 13ª giornata | Crotone                     | 0 – 0 referto | Pescara | Stadio Ezio Scida (4550 spett.)\| Arbitro: \| Girardi (San Donà di Piave) \| |
| Arbitro:                                        | Girardi (San Donà di Piave) |               |         |                                                                              |

| Arbitro: | Pantana (Macerata) |

|                                       |           |              |
| Jadid 43’ Matteini 63’, 67’, 73’, 89’ | Marcatori | 22’ Esposito |

| Arbitro: | Gabriele (Frosinone) |

|                  |           |                                      |
| Danilevičius 67’ | Marcatori | 42’ Bonfiglio 61’ Matteini 65’ Jadid |

| Piacenza 19 novembre 2005, ore 17:00 16ª giornata | Piacenza        | 0 – 0 referto | Pescara | Garilli\| Arbitro: \| Banti (Livorno) \| |
| Arbitro:                                          | Banti (Livorno) |               |         |                                          |

| Arbitro: | M. Mazzoleni (Bergamo) |

|              |           |  |
| Matteini 78’ | Marcatori |  |

| Cesena 3 dicembre 2005, ore 16:05 18ª giornata | Cesena        | 0 – 0 referto | Pescara | Dino Manuzzi\| Arbitro: \| Lops (Torino) \| |
| Arbitro:                                       | Lops (Torino) |               |         |                                             |

| Arbitro: | Ciampi (Roma) |

|  |           |             |
|  | Marcatori | 38’ Spinesi |

| Arbitro: | Romeo (Verona) |

|                                   |           |  |
| Ariatti 53’ Loria 63’ Saudati 86’ | Marcatori |  |

| Arbitro: | Racalbuto (Gallarate) |

|                         |           |           |
| Jadid 12’ Cammarata 84’ | Marcatori | 4’ Tarana |

#### Girone di ritorno
| Arbitro: | Gabriele (Frosinone) |

|            |           |           |
| Melara 27’ | Marcatori | 17’ Jadid |

| Pescara 14 gennaio 2006, ore 16:00 23ª giornata | Pescara           | 0 – 0 referto | Bologna | Stadio Adriatico (4648 spett.)\| Arbitro: \| Herberg (Messina) \| |
| Arbitro:                                        | Herberg (Messina) |               |         |                                                                   |

| Arbitro: | Gava (Conegliano) |

|  |           |              |
|  | Marcatori | 17’ Speranza |

| Arbitro: | Cassarà (Palermo) |

|              |           |  |
| Tognozzi 77’ | Marcatori |  |

| Arbitro: | Banti (Livorno) |

|                       |           |  |
| Furiani 41’ Dedič 85’ | Marcatori |  |

| Arbitro: | Lops (Torino) |

|  |           |           |
|  | Marcatori | 31’ Gissi |

| Arbitro: | Ciampi (Roma) |

|              |           |  |
| Gautieri 90’ | Marcatori |  |

| Arbitro: | Dondarini (Finale Emilia) |

|            |           |                   |
| Munari 14’ | Marcatori | 21’ Daniele Croce |

| Arbitro: | Stefanini (Prato) |

|             |           |                |
| Ciofani 87’ | Marcatori | 53’ Martinetti |

| Arbitro: | Gava (Conegliano) |

|                                        |           |  |
| Del Nero 25’ Piangerelli 72’ Bruno 82’ | Marcatori |  |

| Arbitro: | Marelli (Como) |

|  |           |              |
|  | Marcatori | 45’ Iacopino |

| Arbitro: | Squillace (Catanzaro) |

|  |           |                |
|  | Marcatori | 83’, 86’ Croce |

| Arbitro: | Herberg (Messina) |

|           |           |                       |
| Vigna 52’ | Marcatori | 80’ Konko 90’ Ferrari |

| Arbitro: | Romeo (Verona) |

|                  |           |  |
| Eliakwu 66’, 83’ | Marcatori |  |

| Arbitro: | M. Mazzoleni (Bergamo) |

|  |           |                                 |
|  | Marcatori | 37’ Budjanskij 55’ Danilevičius |

| Arbitro: | Squillace (Catanzaro) |

|           |           |  |
| Croce 32’ | Marcatori |  |

| Arbitro: | Girardi (San Donà di Piave) |

|                        |           |                        |
| Carrus 61’, 88’ (rig.) | Marcatori | 26’ Vigna 90’ Zoppetti |

| Arbitro: | P.S. Mazzoleni (Bergamo) |

|                                           |           |                             |
| Gonnella 36’ Zoppetti 90’ Cammarata 90+3’ | Marcatori | 36’ Salvetti 53’ Bracaletti |

| Arbitro: | Rodomonti (Roma) |

|                              |           |  |
| Spinesi 4’, 70’ De Zerbi 26’ | Marcatori |  |

| Arbitro: | Brighi (Cesena) |

|                             |           |                        |
| Cammarata 50’ Bonfiglio 58’ | Marcatori | 52’ Soncin 81’ Osvaldo |

| Mantova 28 maggio 2006, ore 15:00 42ª giornata | Mantova        | 0 – 0 referto | Pescara | Stadio Danilo Martelli (8531 spett.)\| Arbitro: \| Romeo (Verona) \| |
| Arbitro:                                       | Romeo (Verona) |               |         |                                                                      |

### Coppa Italia
| Arbitro: | Farina (Novi Ligure) |

|                     |           |  |
| Calaiò 46’ Sosa 82’ | Marcatori |  |

## Statistiche

### Statistiche di squadra
Statistiche aggiornate al 28 maggio 2006.
| Competizione | Punti       | In casa | In casa | In casa | In casa | In casa | In casa | In trasferta | In trasferta | In trasferta | In trasferta | In trasferta | In trasferta | Totale | Totale | Totale | Totale | Totale | Totale | DR  |
| Competizione | Punti       | G       | V       | N       | P       | Gf      | Gs      | G            | V            | N            | P            | Gf           | Gs           | G      | V      | N      | P      | Gf     | Gs     | DR  |
| ------------ | ----------- | ------- | ------- | ------- | ------- | ------- | ------- | ------------ | ------------ | ------------ | ------------ | ------------ | ------------ | ------ | ------ | ------ | ------ | ------ | ------ | --- |
| Serie B      | 54          | 21      | 11      | 3       | 7       | 26      | 21      | 21           | 3            | 9            | 9            | 15           | 29           | 42     | 14     | 12     | 16     | 41     | 50     | -9  |
| Coppa Italia | Primo Turno | 0       | 0       | 0       | 0       | 0       | 0       | 1            | 0            | 0            | 1            | 0            | 2            | 1      | 0      | 0      | 1      | 0      | 2      | -2  |
| Totale       | 54          | 21      | 11      | 3       | 7       | 26      | 21      | 22           | 3            | 9            | 10           | 15           | 31           | 43     | 14     | 12     | 13     | 41     | 52     | -11 |

### Andamento in campionato
| Giornata  | 1  | 2  | 3  | 4  | 5  | 6  | 7  | 8  | 9  | 10 | 11 | 12 | 13 | 14 | 15 | 16 | 17 | 18 | 19 | 20 | 21 | 22 | 23 | 24 | 25 | 26 | 27 | 28 | 29 | 30 | 31 | 32 | 33 | 34 | 35 | 36 | 37 | 38 | 39 | 40 | 41 | 42 |
| --------- | -- | -- | -- | -- | -- | -- | -- | -- | -- | -- | -- | -- | -- | -- | -- | -- | -- | -- | -- | -- | -- | -- | -- | -- | -- | -- | -- | -- | -- | -- | -- | -- | -- | -- | -- | -- | -- | -- | -- | -- | -- | -- |
| Luogo     | C  | T  | C  | T  | C  | T  | T  | C  | T  | C  | T  | C  | T  | C  | T  | T  | C  | T  | C  | T  | C  | T  | C  | T  | C  | T  | C  | C  | T  | C  | T  | C  | T  | C  | T  | C  | C  | T  | C  | T  | C  | T  |
| Risultato | P  | P  | V  | N  | V  | P  | P  | V  | N  | P  | P  | V  | N  | V  | V  | N  | V  | N  | P  | P  | V  | N  | N  | V  | V  | P  | P  | V  | N  | N  | P  | P  | V  | P  | P  | P  | V  | N  | V  | P  | N  | N  |
| Posizione | 21 | 21 | 17 | 14 | 10 | 13 | 15 | 14 | 14 | 15 | 17 | 16 | 15 | 13 | 13 | 11 | 11 | 10 | 12 | 14 | 11 | 13 | 12 | 9  | 8  | 9  | 11 | 9  | 9  | 9  | 9  | 12 | 9  | 12 | 13 | 14 | 12 | 12 | 12 | 12 | 12 | 12 |

Fonte:  Serie B 2005/2006, su calcio.com.
Legenda:

Luogo: C = Casa; T = Trasferta. Risultato: V = Vittoria; N = Pareggio; P = Sconfitta.